# Municipio de Garfield (condado de Douglas)
El municipio de Garfield (en inglés: Garfield Township) es un municipio ubicado en el condado de Douglas en el estado estadounidense de Dakota del Sur. En el año 2010 tenía una población de 68 habitantes y una densidad poblacional de 0,89 personas por km².

## Geografía
El municipio de Garfield se encuentra ubicado en las coordenadas 43°27′53″N 98°18′4″O / 43.46472, -98.30111. Según la Oficina del Censo de los Estados Unidos, el municipio tiene una superficie total de 76.05 km², de la cual 75,9 km² corresponden a tierra firme y (0,2 %) 0,15 km² es agua.

## Demografía
Según el censo de 2010, había 68 personas residiendo en el municipio de Garfield. La densidad de población era de 0,89 hab./km². De los 68 habitantes, el municipio de Garfield estaba compuesto por el 100 % blancos. Del total de la población el 0 % eran hispanos o latinos de cualquier raza.